# Берблингер, Альбрехт Людвиг

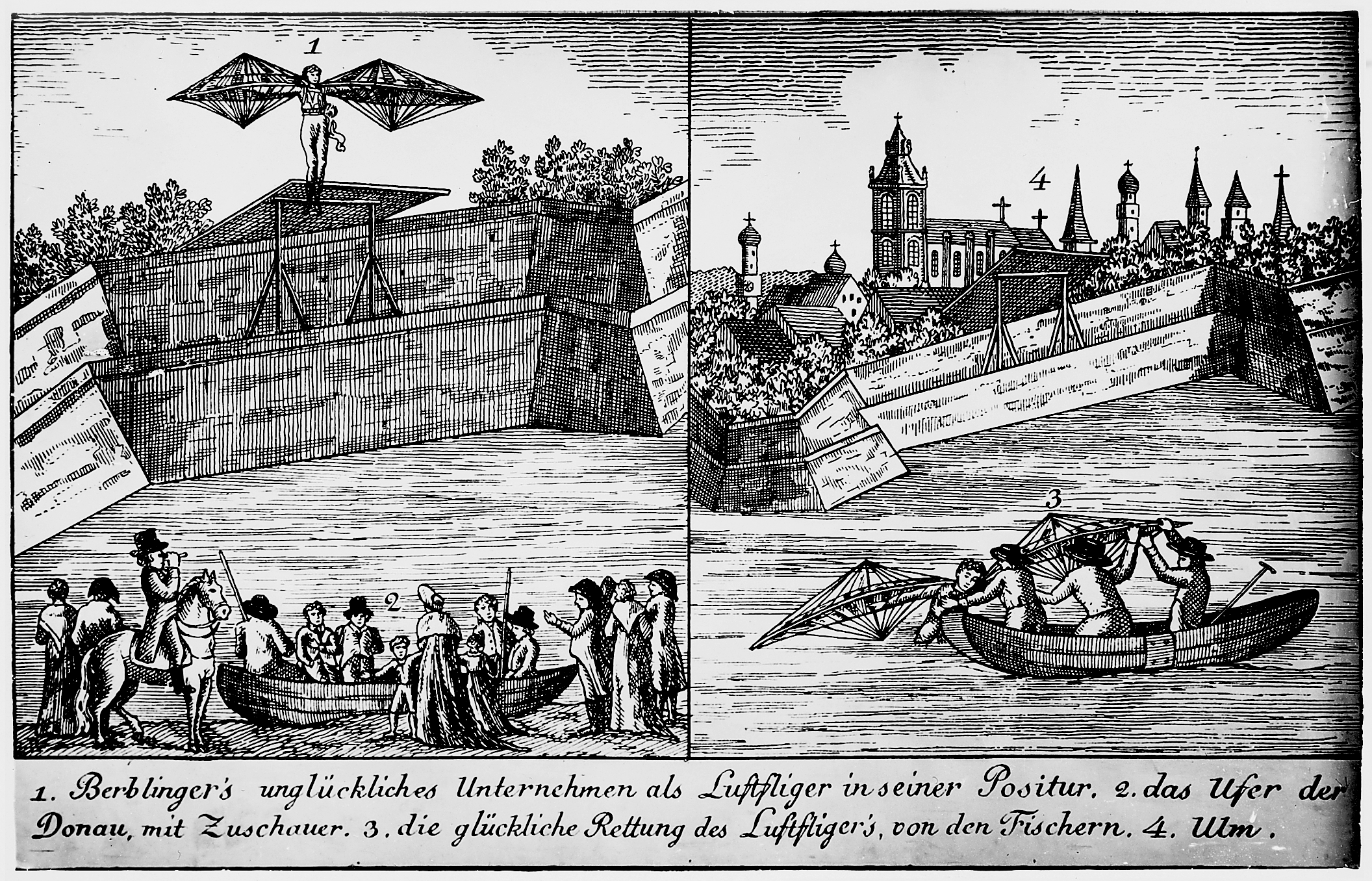
Рисунок, изображающий неудачный полёт Берблингера

Альбрехт Людвиг Бе́рблингер (нем. Albrecht Ludwig Berblinger; 24 июня 1770, Ульм — 28 января 1828, там же) — германский изобретатель, создавший, по некоторым источникам, один из первых прототипов дельтаплана. Известен как «ульмский портной».
Родился в бедной семье, где был седьмым ребёнком, в возрасте тринадцати лет потерял отца и был отдан в приют. Затем ему пришлось стать учеником портного, хотя сам он хотел стать часовщиком. В двадцать один год стал мастером ремесла, но по-прежнему интересовался механикой. В 1808 году якобы создал суставный протез.
В истории Берблингер остался благодаря созданному им прототипу дельтаплана, над которым он работал на протяжении нескольких лет, наблюдая за полётом сов, и попытке совершить на нём полёт. Коллеги по цеху портных угрожали ему исключением из цеха за его попытки, но вскоре, если верить легенде, его идеей заинтересовался король Вюртемберга Фридрих I, пожертвовавший ему 20 луидоров. Свой первый полёт Берблингер запланировал на 30 мая 1811 года, желая продемонстрировать свой аппарат перед находившимся тогда в городе королём и его сыновьями, однако в последний момент объявил, что тот повреждён. На следующий день, когда король уже покинул город, но его сыновья остались, он совершил попытку полёта с плотины, которая закончилась его падением в воды Дуная. Берблингер был спасён рыбаками и выжил, но его репутация была разрушена. Скончался в больнице для бедных семнадцать лет спустя.